# Sarasota Open 2012
Il Sarasota Open 2012 è stato un torneo professionistico di tennis maschile giocato sulla terra verde. È stata la 4ª edizione del torneo che fa parte dell'ATP Challenger Tour nell'ambito dell'ATP Challenger Tour 2012. Si è giocato a Sarasota negli USA dal 16 al 22 aprile 2012.

## Partecipanti

### Teste di serie
| Nazionalità | Giocatore             | Ranking* | Testa di serie |
| ----------- | --------------------- | -------- | -------------- |
| Stati Uniti | James Blake           | 74       | 1              |
| Giappone    | Gō Soeda              | 77       | 2              |
| Germania    | Björn Phau            | 93       | 3              |
| Canada      | Vasek Pospisil        | 95       | 4              |
| Italia      | Paolo Lorenzi         | 96       | 5              |
| Stati Uniti | Sam Querrey           | 103      | 6              |
| Stati Uniti | Wayne Odesnik         | 109      | 7              |
| Spagna      | Rubén Ramírez Hidalgo | 110      | 8              |

- Ranking al 9 aprile 2012.

### Altri partecipanti
Giocatori che hanno ricevuto una wild card:
- James Blake
- Tim Smyczek
- Mac Styslinger
- Rhyne Williams

Giocatori passati dalle qualificazioni:
- Brian Baker
- Cătălin Gârd
- Michael Lammer
- Nicholas Monroe

## Campioni

### Singolare
Sam Querrey ha battuto in finale  Paolo Lorenzi con il punteggio di 6–1, 6(3)–7, 6–3

### Doppio
Johan Brunström /  Izak van der Merwe hanno battuto in finale  Martin Emmrich /  Andreas Siljeström con il punteggio di 6–4, 6–1